# مسابقات قهرمانی تکواندو جهان ۱۹۸۳
مسابقات قهرمانی تکواندو جهان ۱۹۸۳ ششمین دورهٔ مسابقات قهرمانی تکواندو جهان می‌باشد که از ۲۰ تا ۲۳ اکتبر در کپنهاگن، دانمارک با شرکت ۳۵۳ ورزشکار از ۴۲ کشور برگزار گردید.

## خلاصه مدال‌ها
| رویداد | طلا                         | نقره                              | برنز                              |
| ------ | --------------------------- | --------------------------------- | --------------------------------- |
| ۴۸– ک‌گ | Wang Kwang-yeon · کرهٔ جنوبی | César Rodríguez · مکزیک           | Choi Chan-ok · آلمان غربی         |
| ۴۸– ک‌گ | Wang Kwang-yeon · کرهٔ جنوبی | César Rodríguez · مکزیک           | Emilio Azofra · اسپانیا           |
| ۵۲– ک‌گ | Ko Jeong-ho · کرهٔ جنوبی     | Turgut Uçan · ترکیه               | Javier Benito · اسپانیا           |
| ۵۲– ک‌گ | Ko Jeong-ho · کرهٔ جنوبی     | Turgut Uçan · ترکیه               | Giuseppe Flotti · ایتالیا         |
| ۵۶– ک‌گ | Han Hong-sik · کرهٔ جنوبی    | Luis Torner · اسپانیا             | Nader Khodamoradi · ایران         |
| ۵۶– ک‌گ | Han Hong-sik · کرهٔ جنوبی    | Luis Torner · اسپانیا             | Geremia Di Costanzo · ایتالیا     |
| ۶۰– ک‌گ | Lee Jae-bong · کرهٔ جنوبی    | Thomas Fabula · آلمان غربی        | Ahmet Ercan · ترکیه               |
| ۶۰– ک‌گ | Lee Jae-bong · کرهٔ جنوبی    | Thomas Fabula · آلمان غربی        | Gustavo Sanciprián · مکزیک        |
| ۶۴– ک‌گ | Han Jae-koo · کرهٔ جنوبی     | Ángel Navarrete · اسپانیا         | Michel Della Negra · فرانسه       |
| ۶۴– ک‌گ | Han Jae-koo · کرهٔ جنوبی     | Ángel Navarrete · اسپانیا         | Po-Nhu Ly · استرالیا              |
| ۶۸– ک‌گ | Yılmaz Helvacıoğlu · ترکیه  | Lindsay Lawrence · بریتانیای کبیر | Choi Kwang-keun · کرهٔ جنوبی       |
| ۶۸– ک‌گ | Yılmaz Helvacıoğlu · ترکیه  | Lindsay Lawrence · بریتانیای کبیر | Harald Scharmann · آلمان غربی     |
| ۷۳– ک‌گ | Jeong Kook-hyun · کرهٔ جنوبی | Hans Brugmans · هلند              | Patrice Remarck · ساحل عاج        |
| ۷۳– ک‌گ | Jeong Kook-hyun · کرهٔ جنوبی | Hans Brugmans · هلند              | Luigi D'Oriano · ایتالیا          |
| ۷۸– ک‌گ | Lee Dong-jun · کرهٔ جنوبی    | Jersey Long · کانادا              | Charles Bayou · ساحل عاج          |
| ۷۸– ک‌گ | Lee Dong-jun · کرهٔ جنوبی    | Jersey Long · کانادا              | Jay Warwick · ایالات متحده آمریکا |
| ۸۴– ک‌گ | Ireno Fargas · اسپانیا      | Eugen Nefedow · آلمان غربی        | John Lee · ایالات متحده آمریکا    |
| ۸۴– ک‌گ | Ireno Fargas · اسپانیا      | Eugen Nefedow · آلمان غربی        | Michael Knudsen · دانمارک         |
| ۸۴+ ک‌گ | Jang Seong-hwa · کرهٔ جنوبی  | Dirk Jung · آلمان غربی            | Henk Meijer · هلند                |
| ۸۴+ ک‌گ | Jang Seong-hwa · کرهٔ جنوبی  | Dirk Jung · آلمان غربی            | Francisco Fonseca · اسپانیا       |

## جدول مدال‌ها
| رتبه            | کشور                | طلا | نقره | برنز | مجموع |
| --------------- | ------------------- | --- | ---- | ---- | ----- |
| ۱               | کرهٔ جنوبی           | ۸   | ۰    | ۱    | ۹     |
| ۲               | اسپانیا             | ۱   | ۲    | ۳    | ۶     |
| ۳               | ترکیه               | ۱   | ۱    | ۱    | ۳     |
| ۴               | آلمان غربی          | ۰   | ۳    | ۲    | ۵     |
| ۵               | مکزیک               | ۰   | ۱    | ۱    | ۲     |
| ۵               | هلند                | ۰   | ۱    | ۱    | ۲     |
| ۷               | بریتانیای کبیر      | ۰   | ۱    | ۰    | ۱     |
| ۷               | کانادا              | ۰   | ۱    | ۰    | ۱     |
| ۹               | ایتالیا             | ۰   | ۰    | ۳    | ۳     |
| ۱۰              | ایالات متحده آمریکا | ۰   | ۰    | ۲    | ۲     |
| ۱۰              | ساحل عاج            | ۰   | ۰    | ۲    | ۲     |
| ۱۲              | ایران               | ۰   | ۰    | ۱    | ۱     |
| ۱۲              | دانمارک             | ۰   | ۰    | ۱    | ۱     |
| ۱۲              | فرانسه              | ۰   | ۰    | ۱    | ۱     |
| مجموع (۱۴ کشور) | مجموع (۱۴ کشور)     | ۱۰  | ۱۰   | ۱۹   | ۳۹    |